# Aleksandr Lektorski
Aleksandr Michajłowicz Lektorski, ros. Александр Михайлович Лекторский (ur. 15 października?/27 października 1896 w stanicy Nowo-Titarowskaja w Rosji, zm. 19 września 1986 w San Francisco) – rosyjski wojskowy (pułkownik), emigracyjny działacz wojskowy, dowódca plutonu konnego przy sztabie 1 kozackiego pułku kawalerii Rosyjskiego Korpusu Ochronnego podczas II wojny światowej.

## Życiorys
Ukończył gimnazjum w Jekaterynburgu, zaś w 1915 r. szkołę kawaleryjską w Jelizawietgradzie. Brał udział w I wojnie światowej jako porucznik czerkieskiego pułku konnego. Pod koniec 1917 r. wstąpił do nowo formowanych wojsk białych. Uczestniczył w tzw. 1 Kubańskim Marszu Lodowym w szeregach gwardyjskiego dywizjonu Kozaków kubańskich. W 1919 r. awansował do stopnia esauła. W poł. listopada 1920 r. wraz z wojskami białych ewakuował się z Krymu na wyspę Lemnos. Zamieszkał w Królestwie SHS. Był formalnie starsziną wojskowym dywizjonu lejbgwardii sotni Kozaków kubańskich i terskich. Po zajęciu Jugosławii przez wojska niemieckie w kwietniu 1941, wstąpił do nowo formowanego Rosyjskiego Korpusu Ochronnego. Od 1943 w stopniu pułkownika dowodził plutonem konnym przy sztabie 1 kozackiej dywizji kawalerii. Po zakończeniu wojny zamieszkał w USA. Od 1975 r. pełnił formalnie funkcję dowódcy dywizjonu carskiej straży przybocznej.Od 7 kwietnia 1976 aż do śmierci stał na czele Związku Żołnierzy Rosyjskiego Korpusu.